# Margarita Xhepa

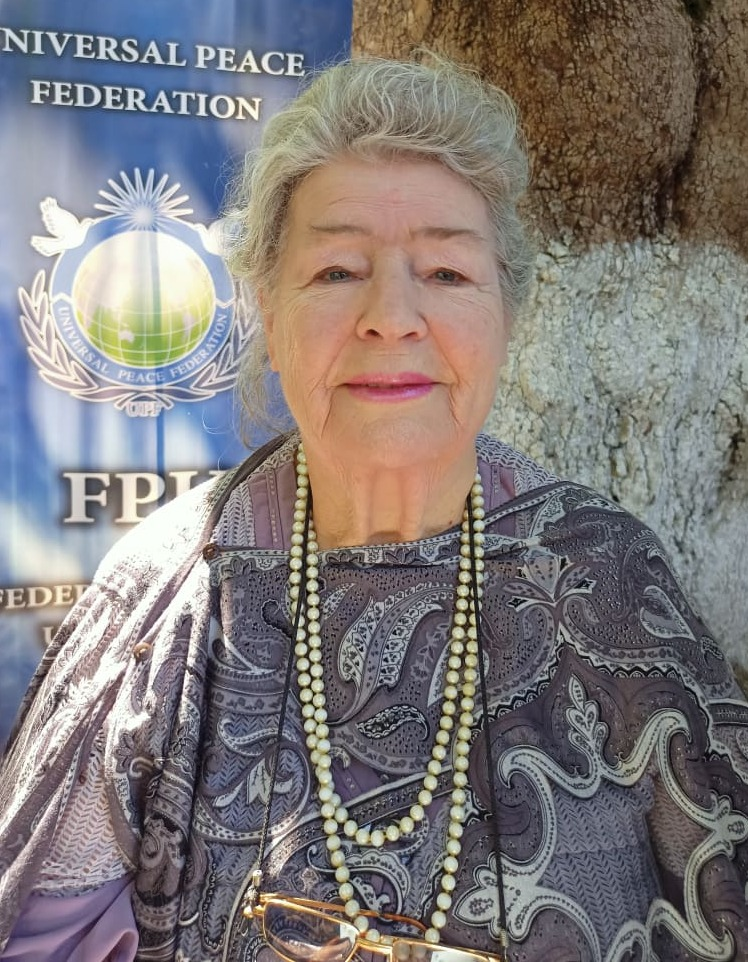
Margarita Xhepa, 2021

 Margarita Xhepa  (* 2. April 1932 in Lushnja; † 3. April 2025) war eine albanische Schauspielerin. 

## Leben und Karriere
Xhepa war eine ethnische Aromunin. Sie wurde in Lushnja als Tochter von Zoi und Marijë Prifti geboren. Ihre Mutter starb, als Margarita neun Jahre alt war. Von klein auf liebte sie die albanische Poesie, und ihre Lehrerin ermutigte sie, Schauspielunterricht zu nehmen.
Gëzim Libohova, ein bekannter Schauspiellehrer am Kulturinstitut von Lushnja, suchte in den örtlichen Schulen nach einer geeigneten Besetzung für die Rolle eines jungen russischen Mädchens in einem Theaterstück. Als er Xhepa sah, entschied er sich sofort für sie, weil sie blonde Haare und blaue Augen hatte. Das Stück war so erfolgreich, dass es auch in Fier und Berat aufgeführt wurde.
Nach Abschluss der Grundschule bewarb Xhepa sich am bekannten Kunstlyzeum „Jordan Misja“ in Tirana in der Schauspielabteilung.
Margarita Xhepa wurde als Volkskünstlerin Albaniens ausgezeichnet.

## Filmografie (Auswahl)
- 1965: Vitet e para
- 1970: Gjurma
- 1976: Tokë e përgjakur
- 1976: Dimri i fundit
- 1976: Pylli i lirisë
- 1978: I treti
- 1978: Gjeneral gramafoni
- 1978: Koncert në vitin 1936
- 1978: Dollia e dasmës sime
- 1978: Me hapin e shokëve
- 1981: Dita e parë e emrimit
- 1982: Shokët
- 1983: Dora e ngrohtë
- 1983: Apasionata
- 1984: Militanti
- 1985: Gurët e shtëpisë sime
- 1986: Gabimi
- 1986: Fillim i vështirë
- 1987: Rrethi i kujtesës
- 1988: Misioni përtej detit
- 1993: E diela e fundit
- 1997: Mirupafshim
- 2004: Mein Freund der Feind
- 2008: Shkallet
- 2009: Ne dhe Lenini
- 2012: Ne kerkim te kujt (Fernsehserie)